# Chuck Tanner
Charles William "Chuck" Tanner, né le 4 juillet 1928 et mort le 11 février 2011 à New Castle (Pennsylvanie), est un joueur et manager américain de baseball. Il a joué en Ligue majeure de baseball de 1955 à 1962 puis occupé le poste de manager de 1970 à 1988.
Il remporte la Série mondiale 1979 aux commandes des Pirates de Pittsburgh, et remporte le trophée de manager de l'année décerné par The Sporting News en 1972.

## Carrière

### Joueur
Chuck Tanner signe son premier contrat chez les Braves de Boston. Il évolue en Ligue mineure à partir de 1946 et met près de dix ans à percer en Ligue majeure. 
Il commence sa carrière en Ligue majeure en 1955 chez les Milwaukee Braves où il évolue pendant deux saisons. Il frappe un coup de circuit lors de son premier passage au bâton en Ligue majeure.
Il rejoint les Cubs de Chicago pendant la saison 1957, la plus prolifique de sa carrière. Dès lors, il joue peu et évolue la plupart du temps en Ligue mineure dans les clubs affiliés aux franchises des Ligues majeures avec lesquelles il est sous contrat. 
Il évolue avec les Indians de Cleveland en 1959 et 1960 puis sous les couleurs des Angels de Los Angeles en 1961 et 1962 avant de mettre un terme à sa carrière, après 14 saisons en Ligue mineure et 8 en Ligue majeure.

### Manager
Il est manager en Ligue mineure de 1963 à 1970 où il remporte notamment le titre en Pacific Coast League avec les Hawaii Islanders en 1970 avant d'être appelé en Ligue majeure par les White Sox de Chicago où il termine la saison aux commandes de la franchise mal en point en championnat.
Il mène les Sox à la deuxième place en 1972 derrière les éventuels champions, les Athletics d'Oakland. Il est nommé manager de l'année par le Sporting News. C'est lui qui fait du releveur Wilbur Wood un lanceur partant et du partant Rich Gossage un lanceur de relève. Il est remercié en 1975 et remplacé par Paul Richards.
Embauché par Charles Finley, il manage les Athletics d'Oakland pendant la saison 1976. Profitant de la vélocité de l'effectif, il adopte une stratégie offensive de course sur base qui vaut à l'équipe le record de bases volées en Ligue américaine avec 341. 8 joueurs volent plus de 20 bases chacun cette année-là. Les Athletics perdent en série de division.
Dans un échange massif de joueurs des Athletics, il est transféré, fait assez rare pour les managers, chez les Pirates de Pittsburgh. Il y reste pendant 9 ans, menant la franchise à un titre en Série mondiale 1979. Sparky Anderson dit de Chuck Tanner: "C'est un manager agressif, un manager qui ne suit pas les règles des livres. C'est pourquoi Pittsburgh est une équipe si intéressante." Son enthousiasme et son optimisme sous le slogan "We are Family" l'ont rendu célèbre. 
Il quitte les Pirates en 1985 et manage les Braves d'Atlanta pendant trois saisons, sans grand succès, avant de mettre un terme à sa carrière de manager.

### Consultant
Chuck Tanner reste dans le monde du baseball après sa carrière de manager. Il est assistant du manager général des Cleveland Indians pendant 5 saisons avant de devenir consultant spécial du manager général des Pirates de Pittsburgh, Neal Huntington.
En 2006, il est invité en tant qu'entraineur au match des étoiles de la Ligue majeure de baseball 2006 par Phil Garner, manager de l'équipe de Ligue nationale et ancien joueur des Pirates sous la direction de Tanner. Il y effectue le premier lancer symbolique. 
Père de Bruce Tanner, lui aussi joueur en Ligue majeure et entraineur, il décède à l'âge de 82 ans dans sa ville natale de New Castle en février 2011.

## Statistiques

### Joueur
| Saison | Équipe     | G   | AB  | R  | H   | 2B | 3B | HR | RBI | BB | SO | SB | BA    | OBP  | SLG  |
| ------ | ---------- | --- | --- | -- | --- | -- | -- | -- | --- | -- | -- | -- | ----- | ---- | ---- |
| 1955   | MLN        | 97  | 243 | 27 | 60  | 9  | 3  | 6  | 27  | 0  | 27 | 3  | ,247  | ,319 | ,383 |
| 1956   | MLN        | 60  | 63  | 6  | 15  | 2  | 0  | 1  | 4   | 0  | 10 | 10 | ,238  | ,342 | ,317 |
| 1957   | MLN et CHC | 117 | 387 | 47 | 108 | 19 | 2  | 9  | 48  | 0  | 28 | 24 | ,279  | ,329 | ,408 |
| 1958   | CHC        | 73  | 103 | 10 | 27  | 6  | 0  | 4  | 17  | 1  | 9  | 10 | ,262  | ,321 | ,437 |
| 1959   | CLE        | 14  | 48  | 6  | 12  | 2  | 0  | 1  | 5   | 0  | 2  | 9  | ,250  | ,280 | ,354 |
| 1960   | CLE        | 21  | 25  | 2  | 7   | 1  | 0  | 0  | 4   | 1  | 4  | 6  | ,280  | ,367 | ,320 |
| 1961   | LAA        | 7   | 8   | 0  | 1   | 0  | 0  | 0  | 0   | 0  | 2  | 2  | ,125  | ,300 | ,125 |
| 1962   | LAA        | 7   | 8   | 0  | 1   | 0  | 0  | 0  | 0   | 0  | 0  | 0  | ,125  | ,125 | ,125 |
| Totaux | Totaux     | 396 | 885 | 98 | 231 | 39 | 5  | 21 | 105 | 2  | 82 | 93 | 0,261 | ,323 | ,388 |

Note : G = Matches joués ; AB = Passages au bâton; R = Points ; H = Coups sûrs ; 2B = Doubles ; 3B = Triples ; HR = Coups de circuit ; RBI = Points produits ; BB = Buts sur balles ; SB = Buts volés ; SO = Retraits sur des prises ; BA = Moyenne au bâton; OBP = Moyenne de présence sur les buts; SLG = Moyenne de puissance.

### Manager
| 1970   | CHW    | 16    | 3     | 13    | 0.188 | 6e  |                                |
| 1971   | CHW    | 162   | 79    | 83    | 0.488 | 3e  |                                |
| 1972   | CHW    | 154   | 87    | 67    | 0.565 | 2e  |                                |
| 1973   | CHW    | 162   | 77    | 85    | 0.475 | 5e  |                                |
| 1974   | CHW    | 163   | 80    | 80    | 0.500 | 4e  |                                |
| 1975   | CHW    | 161   | 75    | 86    | 0.466 | 5e  |                                |
| 1976   | OAK    | 161   | 87    | 74    | 0.540 | 2e  |                                |
| 1977   | PIT    | 162   | 96    | 66    | 0.593 | 2e  |                                |
| 1978   | PIT    | 161   | 88    | 73    | 0.547 | 2e  |                                |
| 1979   | PIT    | 163   | 98    | 64    | 0.605 | 1er | Vainqueur de la Série mondiale |
| 1980   | PIT    | 162   | 83    | 79    | 0.512 | 3e  |                                |
| 1981   | PIT    | 102   | 46    | 56    | 0.455 | 4e  |                                |
| 1982   | PIT    | 162   | 84    | 78    | 0.519 | 4e  |                                |
| 1983   | PIT    | 162   | 84    | 78    | 0.519 | 2e  |                                |
| 1984   | PIT    | 162   | 75    | 87    | 0.463 | 6e  |                                |
| 1985   | PIT    | 161   | 57    | 104   | 0.354 | 6e  |                                |
| 1985   | ATL    | 161   | 72    | 89    | 0.447 | 6e  |                                |
| 1985   | ATL    | 161   | 69    | 92    | 0.429 | 5e  |                                |
| 1985   | ATL    | 39    | 12    | 27    | 0.308 | 6e  |                                |
| Totaux | Totaux | 2 718 | 1 352 | 1 381 | 0.495 |     | 1 Série mondiale               |